# Фріц Вальтер
Фрідріх «Фрітц» Вальтер (нім. Friedrich "Fritz" Walter; 31 жовтня 1920, Кайзерслаутерн — 17 червня 2002, Кайзерслаутерн) — німецький футбольний півзахисник. Багаторічний лідер і капітан національної збірної ФРН та футбольного клубу «Кайзерслаутерн», ім'я якого з 1985 року носить домашня арена цієї команди.
Лауреат Ювілейної нагороди УЄФА як найвидатніший німецький футболіст 50-річчя (1954–2003).
Усю футбольну кар'єру, яка тривала понад 20 років (з перервою, викликаною Другою світовою війною) провів у рідному клубі «Кайзерслаутерн», разом з яким двічі ставав чемпіоном Німеччини. Був капітаном збірної Німеччини на чемпіонаті світу 1954 року, на якому виборов титул чемпіона світу. І в клубі, і в збірній грав опліч з молодшим братом Оттмаром Вальтером.

## Біографія

### Ранні роки
Фріц Вальтер від самого дитинства був пов'язаний з футбольним клубом «Кайзерслаутерн», оскільки його батько працював у ресторані на домашньому стадіоні команди. Вже у 8-річному віці почав займатися футболом у дитячій школі клубу. Пройшовши через дитячі та юнацькі команди «Кайзерслаутерна» усіх вікових категорій, у 17 років дебютував у складі головної команди клубу.
Вже 1940 року 19-річний юнак дебютував у складі збірної Німеччини. У своєму ж першому матчі за національну команду, товариській грі проти збірної Румунії 14 липня 1940, він відзначився хет-триком при загальному рахунку 9:3.

### Друга Світова війна
Хоча Фрітц був в 1940 році обраний до національної футбольної збірної самим головним рейхс-тренером і членом НСДАП Зеппом Гербергером, в 1940 році Вальтера мобілізували у Вермахт і відправили служити у піхотній частині в окупованій Франції. Але він і там продовжував грати в футбол в різних клубах Південно-Західної регіональної ліги, тому числі в Кайзерслаутерні. У грі проти клубу Пирмазенс в березні 1942 йому вдалось забити 13(!) м'ячів (загальний рахунок 26:0). В 1/8 фіналу ліги Кайзерслаутерн поступається Шальке 04. Після цього Вальтер грає за різні клуби: лотаринзький Тіонвіль, аматорську солдатську команду «Червоні винищувачі» (Люфтваффе) та саарські клуби «Діденхофен» та «Сааргемюнд». Потім його посилають нести службу на Корсиці, Сардинії та Ельбі, де захворів на малярію.
Під кінець війні він опинився в західній Україні, де потрапив в полон і був переправлений в табор військовополонених в Сигіт на півночі Румунії. Тут він, ослаблений приступами малярії, зіграв найважливіший матч в житті (саме цей, як він неодноразово підкреслював у своїх спогадах, а не фінал Чемпіонату світу 1954) з командою табірної охорони. Охоронці, більшість з яких були угорці та словаки, впізнали в Вальтері гравця німецької національної збірної і представляли його коменданту табору радянському майору Жукову. Жуков, який сам був великим вболівальником футболу, відпустив Фрітца та його молодшого брата Людвига додому як «австрійських підданих», які проти волі були призвані до Вермахту після аншлюсу. І тим самим врятував їх від депортації до Сибіру. Вже 28 жовтня 1945 брати Вальтер повернулися додому в Кайзерслаутерн.

### Повоєнна кар'єра
Після відновлення футбольних змагань у повоєнній Німеччині Вальтер поновив виступи за «Кайзерслаутерн», швидко ставши одним з лідерів команди та отримавши у ній капітанську пов'язку. Привів команду до першого в її історії значимого тріумфу — перемоги у національній першості сезону 1950-51, чим повернув увагу головного тренера збірної Німеччини Зеппа Гербергера. На відміну від свого першого виклику до збірної у 1940, у 1951 році Вальтер був вже досвідченим футболістом, наділеним лідерськими якостями та повагою партнерів по команді, тож досить швидко став капітаном й у збірній.
У сезоні 1952-53 удруге став у складі «Кайзерслаутерна» чемпіоном Німеччини. На той час команда була також відома за прізвиськом «одинадцятка Вальтера», яке відображало важливість Фріца для досягнення нею результатів. Надалі кайзерслаутернський клуб особливих успіхів не досягав, однак Вальтер не погодився на жодну з пропозицій щодо переходу до більш титулованих команд, залишившись вірним своєму рідному клубові, в якому й завершив кар'єру гравця 1959 року.
Натомість середина 1950-х років стала зірковим часом для Вальтера у складі збірної ФРН. Найбільшого успіху було досягнуто командою на чемпіонаті світу 1954 року, що проходив у Швейцарії. Безумовними фаворитами першості вважалася збірна Угорщини, у складі якої грала зіркова пара нападників Ференц Пушкаш та Шандор Кочиш. Німцям довелося перетнутися з угорцями вже на груповій стадії турніру, де вони зазнали поразки з рахунком 3:8. Втім ця поразка не завадила команді Вальтера пройти до стадії плей-оф, де були обіграні збірні Югославії (у чвертьфіналі) та Австрії (у півфіналі). Другим фіналістом чемпіонату прогнозовано стала знайома німцям за грою на груповому етапі збірна Угорщини. Драматичний фінал мундіалю відбувся 4 липня 1954 року у Берні. Початок матчу не віщував сенсації — вже на 8-й хвилині гри фаворити турніру, угорці, забили два голи і впевнено вели у рахунку. Втім гравці збірної Німеччини, яких вів уперед їх капітан, Фріц Вальтер, знайшли сили переломити хід гри, спочатку зрівнявши рахунок, а за шість хвилин до кінця гри сенсаційно вирвавши перемогу. У цьому матчі Вальтер голів не забив, однак саме його внесок у цю перемогу був визнаний найвагомішим, що знайшло відображення у прізвиську «герой Берна», яке за ним закріпилося. Він став першим капітаном в історії збірної Німеччини, який підняв над головою Кубок світу.
Кар'єру у національній команді Вальтер завершив 1958 року, після наступного чемпіонату світу, на якому 37-річний півзахисник передав капітанську пов'язку молодшому партнеру по команді Гансу Шеферу, а «бундестім» не змогла захистити чемпіонський титул та стала лише четвертою.

## Звання та нагороди

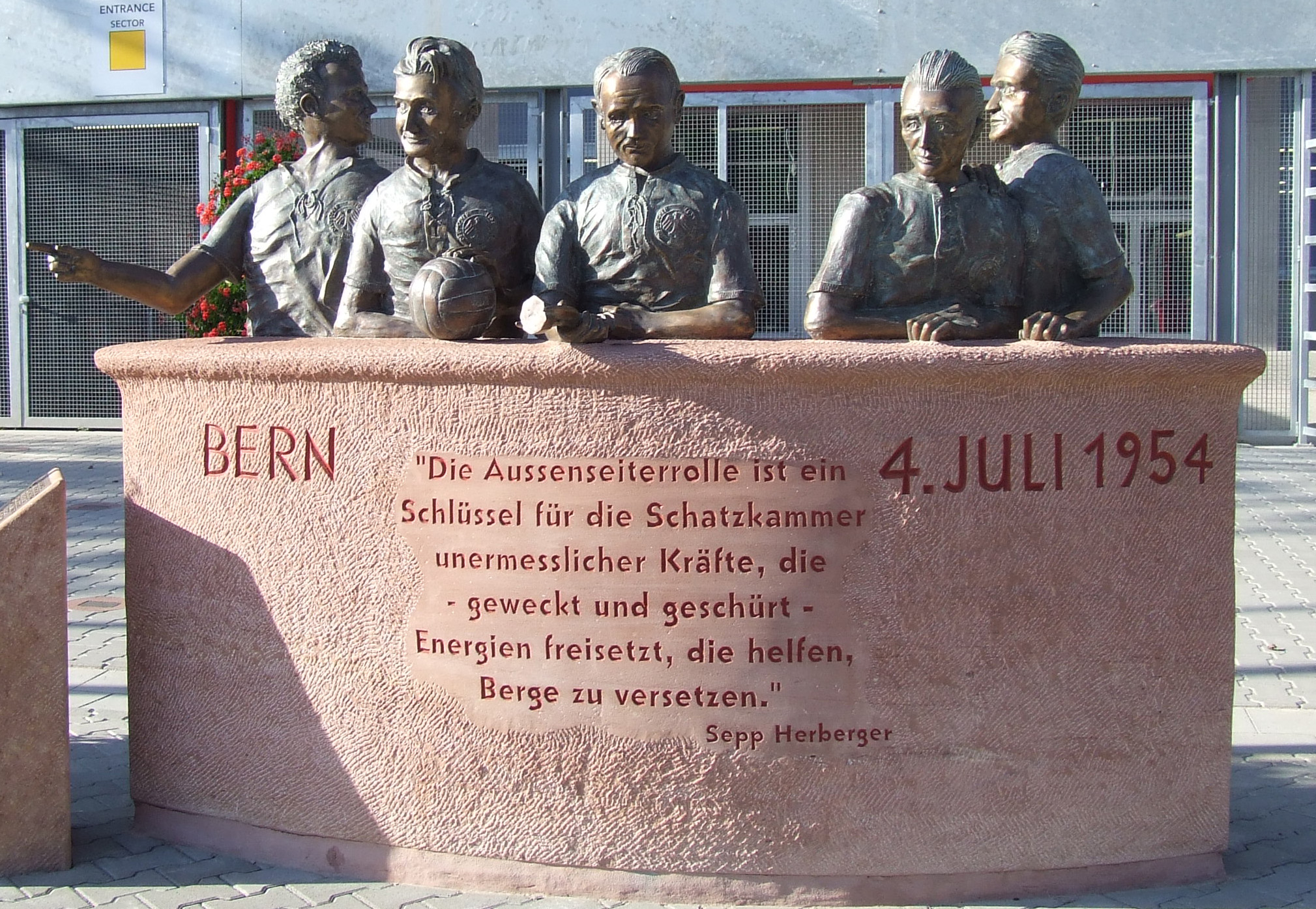
Гравці «Кайзерслаутерна» — чемпіони світу 1954 року: Лібріх, Ф. Вальтер, Кольмаєр, Еккель, О. Вальтер.

### Футбольні

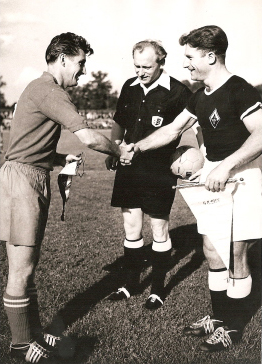
Фріц Вальтер (праворуч)

За збірну Німеччини:
- Чемпіон світу: 1954

За клуб «Кайзерслаутерн»:
- В Бундеслізі: Чемпіон Німеччини (2): 1950-51, 1952-53
- В Оберлізі Південь-Захід: Чемпіон Оберліги (1947–1951, 1953–1957) В сезоні 1953 — найкращий бомбардир = 38 голів.

### Особисті
- Найвидатніший німецький футболіст 50-річчя (1954–2003);
- Кавалер Великого хреста Ордена «За заслуги перед Федеративною Республікою Німеччина» (перший з футболістів);
- Кавалер Ордена ФІФА «За заслуги» (1995);
- «Срібний лавровий лист» — найвища німецька державна спортивна нагорода (тричі);
- 23-є місце у списку найкращих польових гравців XX сторіччя за версією IFFHS;
- Почесний капітан збірної Німеччини (перший з всього п'яти гравців, удостоєних такого звання);
- Почесний громадянин міста Кайзерслаутерн;
- Почесний громадянин федеральної землі Рейнланд-Пфальц

## Вшанування пам'яті
- Футбольний союз Німеччини в 2005 році заснував «Медаль Фрітца Вальтера» трьох ступенів (золота, срібна і бронзова), котрою щороку за найбільші досягнення відзначають молодих футболістів Німеччини у трьох вікових категоріях: U17, U18, U19
- Його ім'я носить стадіон міста Кайзерслаутерн — домашня арена рідного клубу Ф.Вальтера 1. FC Kaiserslautern.
- Вулиця та школа його імені, а також багато інших об'єктів в Кайзерслаутерні.

## Статистика
Статистика виступів за «Кайзерслаутерн»:
| Сезон    | Чемпіонат | Чемпіонат | Регіональна ліга | Регіональна ліга | Кубок | Кубок |
| Сезон    | Ігри      | Голи      | Ігри             | Голи             | Ігри  | Голи  |
| -------- | --------- | --------- | ---------------- | ---------------- | ----- | ----- |
| 1939/40  | —         | —         | 15               | 30               | 1     | 2     |
| 1940/41  | —         | —         | 12               | 16               |       |       |
| 1941/42  | 2         | 5         | 14               | 39               |       |       |
| 1942/43  | —         | —         | 3                | 1                |       |       |
| Гауліга  | 2         | 5         | 44               | 86               | 1     | 2     |
| 1945/46  | —         | —         | 14               | 16               | —     | —     |
| 1946/47  | —         | —         | 14               | 22               | —     | —     |
| 1947/48  | 3         | 1         | 24               | 31               | —     | —     |
| 1948/49  | 5         | 0         | 22               | 30               | —     | —     |
| 1949/50  | 3         | 3         | 26               | 34               | —     | —     |
| 1950/51  | 7         | 1         | 19               | 5                | —     | —     |
| 1951/52  | —         | —         | 27               | 19               | —     | —     |
| 1952/53  | 7         | 4         | 30               | 38               |       |       |
| 1953/54  | 3         | 2         | 29               | 20               | 1     | 0     |
| 1954/55  | 7         | 4         | 21               | 10               | 3     | 2     |
| 1955/56  | 6         | 1         | 25               | 16               |       |       |
| 1956/57  | 2         | 3         | 21               | 15               |       |       |
| 1957/58  | 2         | 0         | 26               | 5                |       |       |
| 1958/59  | —         | —         | 22               | 10               |       |       |
| Оберліга | 45        | 19        | 320              | 271              | 4     | 2     |
| Усього   | 47        | 24        | 364              | 357              | 5     | 4     |

Статистика виступів на чемпіонатах світу:
| №  | Турнір  | Команда | Рахунок | Суперник          | Автори голів                                                    |
| -- | ------- | ------- | ------- | ----------------- | --------------------------------------------------------------- |
| 1  | ЧС-1954 | ФРН     | 4:1     | Туреччина         | Шефер, Клодт, О. Вальтер, Морлок — Мамат                        |
| 2  | ЧС-1954 | ФРН     | 3:8     | Угорщина          | Пфафф, Ран, Геррманн — Кочиш (4), Пушкаш, Хідегкуті (2), Й. Тот |
| 3  | ЧС-1954 | ФРН     | 7:2     | Туреччина         | О. Вальтер, Шефер (2), Морлок (3), Ф. Вальтер — Ертан, Лефтер   |
| 4  | ЧС-1954 | ФРН     | 2:0     | Югославія         | Хорват (а/г), Ран                                               |
| 5  | ЧС-1954 | ФРН     | 6:1     | Австрія           | Шефер, Морлок, Ф. Вальтер (2), О. Вальтер (2) — Пробст          |
| 6  | ЧС-1954 | ФРН     | 3:2     | Угорщина          | Морлок, Ран (2) — Пушкаш, Цибор                                 |
| 7  | ЧС-1958 | ФРН     | 3:1     | Аргентина         | Ран (2), Зеелер — Корбатта                                      |
| 8  | ЧС-1958 | ФРН     | 2:2     | Чехословаччина    | Шефер, Ран — Дворжак, Зикан                                     |
| 9  | ЧС-1958 | ФРН     | 2:2     | Північна Ірландія | Ран, Зеелер — Макпарланд (2)                                    |
| 10 | ЧС-1958 | ФРН     | 1:0     | Югославія         | Ран                                                             |
| 11 | ЧС-1958 | ФРН     | 1:3     | Швеція            | Шефер — Скоглунд, Грен, Хамрін                                  |

Статистика виступів у національній збірній:
| Рік    | Ігри | Голи |
| ------ | ---- | ---- |
| 1940   | 6    | 5    |
| 1941   | 8    | 7    |
| 1942   | 10   | 7    |
| 1951   | 6    | 2    |
| 1952   | 4    | 2    |
| 1953   | 3    | 2    |
| 1954   | 8    | 5    |
| 1955   | 5    | 2    |
| 1956   | 4    | 1    |
| 1958   | 7    | 0    |
| Всього | 61   | 33   |